# Mała Główka
Mała Główka – osada wsi Lińsk w Polsce, położona w województwie kujawsko-pomorskim, w powiecie tucholskim, w gminie Śliwice, na obszarze Borów Tucholskich nad północnym brzegiem jeziora Okonińskiego.
W latach 1975–1998 Mała Główka administracyjnie należała do województwa bydgoskiego.